# Espuri Postumi Albí (cònsol 186 aC)
Espuri Postumi Albí (llatí: Spurius Postumius L. f. A. n. Albinus) va ser un magistrat romà. Formava part de la gens Postúmia, una antiga família romana d'origen patrici.
Va ser pretor peregrí l'any 189 aC i cònsol el 186 aC. Durant el seu consolat es va dictar un senatus consultum que suprimia el culte a Bacus a Roma, a causa dels crims que s'havien comès en l'adoració d'aquest deu. Va ser també àugur, i va morir ja gran el 179 aC.